# Manoir du Ranquin
Le manoir du Ranquin est un édifice situé à Séné en France.

## Localisation
Le manoir est situé sur le territoire de la commune de Séné, au lieu-dit Cadouarn, dans le département du Morbihan en région Bretagne.

## Description
Le manoir date du XVIIe siècle, édifice à un étage carré, élévation à travées, construit en moellons de granite. Toiture à longs pans recouverte d'ardoises,  pignon découvert. Escalier demi-hors-œuvre ; escalier à vis sans jour en charpente.

## Historique
Le manoir est attesté en 1416, appartenant à la famille du Ranquin peut-être début du XVIIe siècle, date de 1613 portée sur tour d'escalier. Modifications des ouvertures au nord et au sud fin du XIXe siècle, adjonction de lucarnes au nord, modification de la distribution intérieure par cloisons.
Il est inscrit à l'inventaire général du patrimoine culturel.